# Донзак (Бле)
Донзак (фр. Donnezac) насеље је и општина у југозападној Француској у региону Аквитанија, у департману Жиронда која припада префектури Бле.
По подацима из 2011. године у општини је живело 858 становника, а густина насељености је износила 24,0 становника/km². Општина се простире на површини од 35,75 km². Налази се на средњој надморској висини од 52 метара (максималној 82 m, а минималној 23 m).

## Демографија
| 1962. | 1968. | 1975. | 1982. | 1990. | 1999. | 2011. |
| ----- | ----- | ----- | ----- | ----- | ----- | ----- |
| 777   | 825   | 763   | 781   | 780   | 778   | 858   |

График промене броја становника у току последњих година